# (2148) Epeios
(2148) Epeios – planetoida z grupy trojańczyków okrążająca Słońce w ciągu 11 lat i 321 dni w średniej odległości 5,2 au. Została odkryta 24 października 1976 roku w Obserwatorium La Silla przez Richarda Westa. Nazwa planetoidy pochodzi od Epeiusa, jednego z uczestników wojny trojańskiej. Przed nadaniem nazwy planetoida nosiła oznaczenie tymczasowe (2148) 1976 UW.